# Tillandsia karwinskyana
Espèce
Classification phylogénétique
Tillandsia karwinskyana est une plante de la famille des broméliacées, endémique du Mexique.

## Cultivars
- Tillandsia 'Inskip'